# Дрохва рудочуба
Дрохва рудочуба (Lophotis ruficrista) — вид птахів родини дрохвових (Otididae).

## Поширення
Вид поширений в Південній Африці. Трапляється в Анголі, Ботсвані, Мозамбіку, Намібії, ПАР, Свазіленді, Замбії та Зімбабве. Мешкає у саванах та сухих скребах.

## Опис
Тіло завдовжки до 50 см, вагою 680 г. Спина, крила та хвіст сіро-коричневі з V-подібними білими цятками. Голова коричнева, шия сіра, черево чорне. У самців верхня частина грудей та передня частина шиї руді, у самиць вони сірі.

## Спосіб життя
Живиться комахами, дрібними хребетними, ягодами, квітами, травами. Сезон розмноження триває з жовтня по квітень. Гніздо облаштовується на землі і часто знаходиться біля основи дерева або чагарника. Кладка зазвичай містить 1-2 яйця.